# 天主教永隆教区
天主教永隆教區（越南語：Giáo phận Vĩnh Long）是越南一個羅馬天主教教區，屬胡志明市總教區。包括檳椥、茶榮及永隆省，以及同塔省的部分地區。
2010年有教友195,065人、110個堂區、176名司鐸。現任主教為阮文進。其座堂是聖亞納座堂。
1938年1月8日設代牧區，1960年11月24日升為教區。